# No Gravity (Shontelle)
No Gravity è il secondo album della cantante pop e R&B barbadiana Shontelle, pubblicato dall'etichetta discografica SRC il 21 settembre 2010. È anticipato dal singolo Impossible e include anche Perfect Nightmare, in rotazione radiofonica negli Stati Uniti da agosto.
Shontelle ha fatto promozione dell'album con performance sul suo sito. Una serie di concerti online suddivisa in tre parti, intitolata Uncovered, ha avuto inizio il 22 giugno 2010. Tramite il suo account Facebook, la cantante ha pubblicato tre canzoni presenti su No Gravity. Il 24 settembre esibirà inoltre alcune canzoni col finalista dell'American Idol del 2008, David Archuleta, al WLAN FM's Birthday Barndance che si terrà al Pullo Centre.
Carmen Castro di The Canadian Press è rimasta delusa dal sound poco originale dell'album. "Le dà punti la sua voce potente in Impossible, ma per il resto le canzoni che canta non hanno niente di più della tematica del cuore spezzato. I testi sono pieni di soliti cattivi pensieri di solitudine di una donna sconvolta. In No Gravity, la cantante ventireenne dà la prova che non ha ancora trovato il suo stile personale. Suona molto simile ai brani dance uptempo di Rihanna. Shontelle ha talento, ma necessita solo del tempo per trovare la sua identità musicale prima di diventare una stella."

## Tracce
1. Perfect Nightmare (Rodney Jerkins) - 3:50
2. Impossible (Arnthor Birgisson, Ina Wroldsen) - 3:46
3. No Gravity (Soervaag Fredriksen, Shontelle Layne, Harry Sommerdahl) - 3:36
4. Take Ova (Michaela Shiloh, Armando Perez) - 4:08
5. Say Hello to Goodbye (Fredriksen, Martin Hansen, Shontelle Layne) - 3:52
6. DJ Made Me Do It (Carlos Battey, Steven Battey, Bruno Mars, Phil Lawrence) - 3:23
7. Love Shop (Carlos Battey, Steven Battey) - 3:22
8. Helpless (Carl Sturken, Evan Rogers) - 3:37
9. Kiss You Up (Maureen McDonald, Tony Kanal, James Harry) - 3:17
10. T-Shirt (Radio Killa Remix) (Andrew Frampton, Wayne Wilkins, Savan Kotecha) - 3:52

## Classifiche
| Classifica (2010)  | Posizione massima |
| ------------------ | ----------------- |
| U.S. Billboard 200 | 81                |

## Pubblicazione
| Paese       | Data              | Etichetta             |
| ----------- | ----------------- | --------------------- |
| Stati Uniti | 21 settembre 2010 | SRC, Universal Motown |
| Regno Unito | 18 ottobre 2010   | Universal Island      |